# 印度尼西亚多元统一党
印度尼西亚多元统一党是印度尼西亚的一个已解散的由印尼华裔组建的政党。该党曾在1999年印尼立法机构选举中，赢得一个人民协商会议席位。1999年至2004年间在人民代表会议中也有一席。